# Kazimierz Gąsiorowski (podpułkownik)

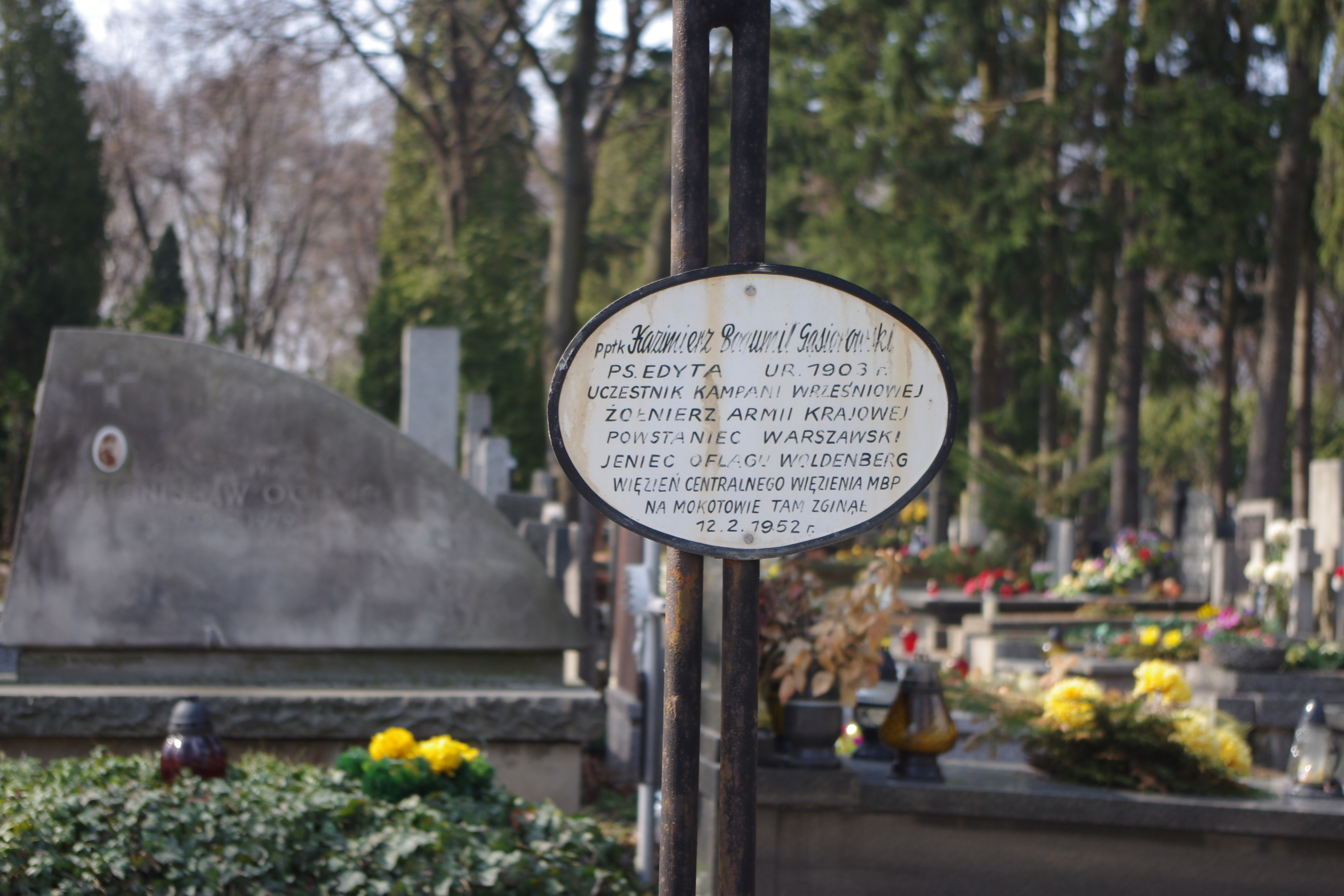
Grób pułkownika Kazimierza Gąsiorowskiego ps. Edyta (1903-1952) na Cmentarzu Wojskowym na Powązkach w Warszawie

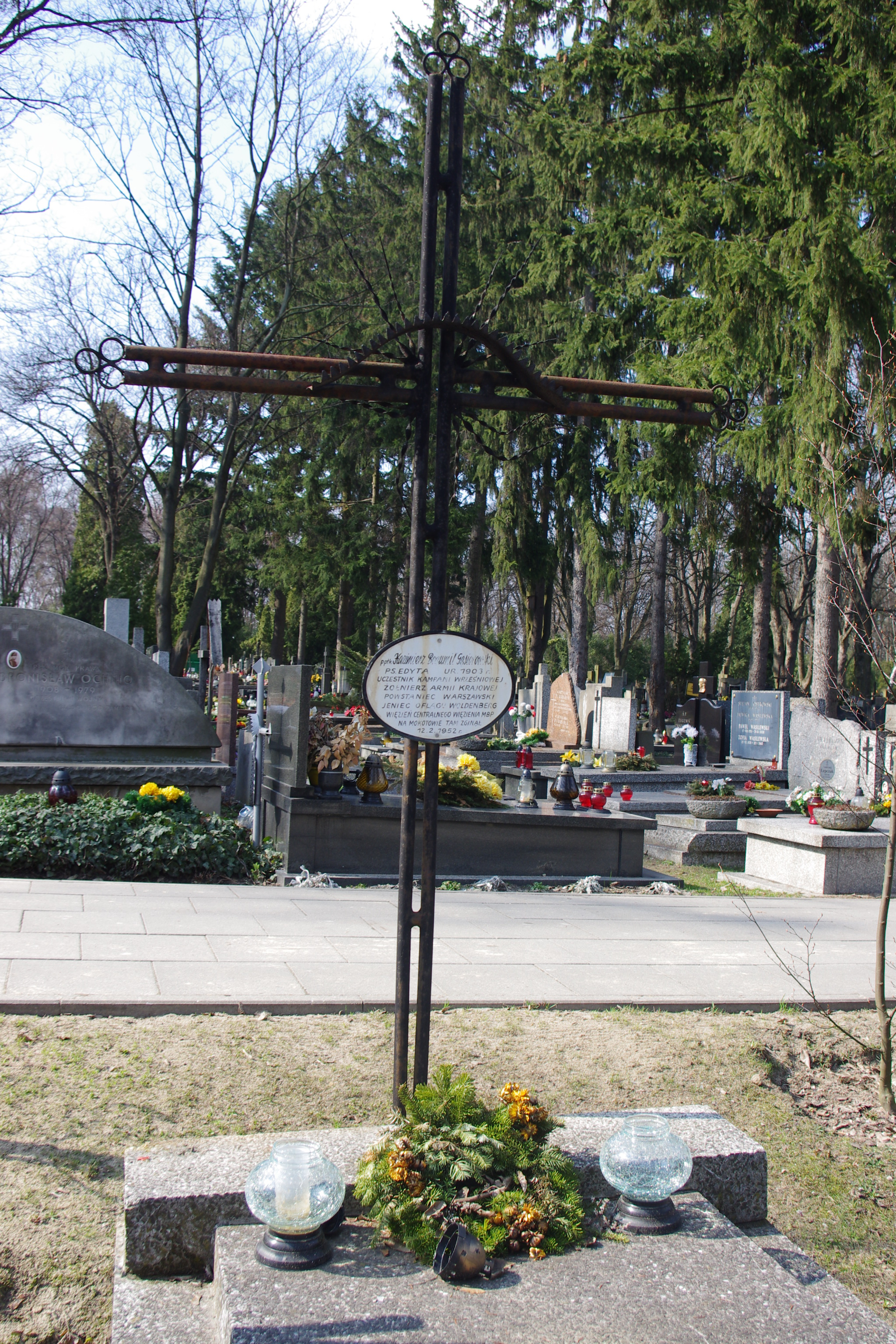
Grób pułkownika Kazimierza Gąsiorowskiego ps. Edyta (1903-1952) na Cmentarzu Wojskowym na Powązkach w Warszawie

Kazimierz Bogumił Gąsiorowski, ps. „Edyta” (ur. 5 maja 1903 w Warszawie, zm. 12 lutego 1952 tamże) – podpułkownik, szef wywiadu politycznego Delegatury Rządu RP na m.st. Warszawę.

## Życiorys
Po otrzymaniu świadectwa dojrzałości w Warszawie studiował w Wolnej Wszechnicy Polskiej. Jako ochotnik walczył w wojnie polsko-bolszewickiej. Po ukończeniu Szkoły Podchorążych Kawalerii w Grudziądzu dowodził plutonem w 25 pułku ułanów Wielkopolskich. Pod koniec lat dwudziestych ze względu na stan zdrowia został zwolniony do rezerwy. Pracował w administracji państwowej m.in. od połowy 1937 roku był kierownikiem referatu społeczno-politycznego w Urzędzie Wojewódzkim w Brześciu nad Bugiem.
Uczestniczył w kampanii wrześniowej, walcząc w szeregach Nowogródzkiej Brygady Kawalerii. W 1940 roku rozpoczął działalność w konspiracji, najpierw w Tajnej Armii Polskiej, następnie w ZWZ. Był organizatorem i dowódcą brygady wywiadowczej w Okręgu Warszawa – miasto ZWZ – Okręg Warszawa AK. We wrześniu 1943 roku został mianowany szefem kontrwywiadu politycznego Delegatury Rządu RP na m.st. Warszawę. W 1944 roku został oddelegowany do Komendy Głównej i awansowany do stopnia ppłk.
Brał udział w powstaniu warszawskim, w czasie którego dowodził oddziałem i został dwukrotnie ranny. Po upadku powstania został internowany w oflagu II C Woldenberg. Po wyzwoleniu w lutym 1945 roku powrócił do Polski i zamieszkał w Krakowie.
Po ujawnieniu się 17 grudnia 1949 roku został aresztowany. 6 października 1951 roku został skazany na karę dożywotniego więzienia. Został zamordowany („zmarł nagle”) 12 lutego 1952 r. w więzieniu mokotowskim w Warszawie
Pochowany na warszawskim Cmentarzu Wojskowym (kwatera D-1a-24). Zrehabilitowany w 1957.
Był odznaczony m.in. Brązowym Krzyżem Zasługi z Mieczami oraz Krzyżem Walecznych (1944).